# 뿔호반새류
뿔호반새류(Water kingfishers)는 파랑새목 물총새과 뿔호반새아과(Cerylinae)에 속하는 조류의 총칭이다. 3개 속에 9종을 포함하고 있다. 세계의 온난 지역에 서식한다. 물총새아목(또는 물총새류) 중에서 유일하게 아메리카 대륙에도 서식한다. 평평하고 날카로운 부리를 갖고 있어 생선을 포식하다.

## 하위 종
- Megaceryle
- Ceryle
- Chloroceryle